# Анна фон Холщайн-Шауенбург
Анна фон Холщайн-Шауенбург (на немски: Anna von Holstein-Schauenburg; * ок. 1435; † 23 септември 1495) е графиня от Холщайн-Шаумбург и чрез женитба господарка на Липе (1429 – 1495).
Тя е дъщеря на граф Ото II фон Холщайн-Шаумбург († 1464) и съпругата му графиня Елизабет фон Хонщайн († 1474), дъщеря на граф Ернст II фон Хонщайн-Клетенберг († 1426) и Анна София фон Щолберг († 1436).
Анна фон Холщайн-Шауенбург се сгодява на 15 септември 1443 г. и се омъжва пр. 27 юли 1452 г. за Бернхард VII фон Липе (* 4 декември[1428; † 2 април 1511), първият син на Симон IV фон Липе († 1429) и на херцогиня Маргарета фон Брауншвайг († 1456).
Анна фон Холщайн-Шауенбург умира на 23 септември 1495 г. и е погребана в манастирската църква на Бломберг, която остава до 1769 г. гробното място на фамилията Липе.

## Деца
Анна фон Холщайн-Шауенбург и Бернхард VII фон Липе имат децата:
- Анна фон Липе (1450 – 1533), омъжена I. пр. 24 септември 1470 г. за граф Ото VI фон Хоя († 1497), II. 1510 г. за граф Йохан II фон Насау-Байлщайн († 1513)
- Маргарета фон Липе (* ок. 1452 - сл. 3 април 1527), омъжена пр. 1475 г. за граф Йохан I фон Ритберг (1450 – 1516)
- Елизабет фон Липе (* ок. 1460 – сл. 1527), омъжена I. пр. 22 май 1475 г. за граф Йохан II фон Шпигелберг († 1480), II. на 18 ноември 1482 г. за граф Рудолф IV фон Дипхолц-Бронкхорст († сл. 1510)
- Ерменгард фон Липе (1460 – 1524), омъжена 1488 г. за граф Йобст I фон Хоя (1466 – 1507)
- Симон V (1471 – 1536), 1528 г. имперски граф, женен I. на 5 ноември 1489/1490 г. за графиня Валпурга фон Бронкхорст († 1522), II. на 18 март 1523 г. за графиня Магдалена фон Мансфелд-Мителорт († 1540)
- Бернхард цур Липе († 1513)

Нейният съпруг Бернхард VII фон Липе има най-малко дванадесет незаконни деца от три конкубини.